# William Browne
William Browne, född 1590 eller 1591, död omkring 1643, var en engelsk skald.
Browne framträdde som herdediktare; hans förnämsta arbeten är Britannia's pastorals (bok 1–2, 1613–1616, bok 3 utgiven först 1852), samt eklogerna Shepherd's pipe (1614). Det är framför allt de enkla känsliga skildringarna av lantlivet och naturen i skaldens hembygd Devonshire, som ger dem sin charm. Browne var stor beundrare av Edmund Spenser, och påverkade i sin tur poeter som John Milton och John Keats.